# 西宮北インターチェンジ
西宮北インターチェンジ（にしのみやきたインターチェンジ）は、兵庫県西宮市の中国自動車道上のインターチェンジ。吹田JCTから30km地点。吹田JCTからこのICまでは大都市近郊区間である。
バスストップ、西日本高速道路関西支社神戸高速道路事務所、兵庫県警察高速道路交通警察隊本部・西宮北分駐隊が併設されている。

## 概要
西宮市北部の山口地域や名塩地区、神戸市北区の有馬温泉、北神地域などへのアクセスに便利である。
供用前の仮称は「神戸北インターチェンジ」であった。

## 道路
- E2A 中国自動車道（5番）

## 接続する道路
- 兵庫県道82号大沢西宮線
- （近くに国道176号）
- （近くに兵庫県道15号神戸三田線）

## 料金所
- ブース数：13

### 入口
- ブース数：4
  - ETC専用：1
  - ETC・一般：1
  - 一般：2

### 出口
- ブース数：9
  - ETC専用：3
  - ETC・一般：3
  - 一般：3

## 歴史
- 1974年6月4日：西宮北IC - 福崎IC間開通。
青葉台問題により、宝塚IC - 西宮北IC開通の目途が立たなくなっていたため、同区間に生瀬・尼子仮出入口を設置、宝塚IC - 生瀬仮出入口は現在の上り線を、尼子仮出入口 - 西宮北ICは現在の下り線を使っての対面通行で暫定供用された。また二つの仮出入口間は、一般道を介す形になっていた。

（国土画像観覧システム昭和49年度版より）
- 1975年10月16日：宝塚IC - 西宮北IC間開通。
同区間の供用に伴い二つの仮出入口は閉鎖、また対面通行も解消され、中国池田IC - 西宮北ICが上下線共に3車線となった。

## バス停留所
料金所内側には各社高速バス用のバス停留所があり、停車するバスは料金所を出ず、料金所手前にある転回レーンを使って乗客扱いを行う。県道82号線流通センター東信号の横には阪急バスとさくらやまなみバス（西宮市南北バス）の一般路線用バス停留所が設けられている。かつては、料金所外側に神姫バスの一般路線用バス停留所が設けられており、神姫バスの一般路線バスが乗り入れていたが、2021年4月1日ダイヤ改正より乗り入れが休止された。

### 停車する路線
| のりば     | 方面   | 愛称                 | 会社名                               | 行先                                                                                   | 備考                                         |
| ---------- | ------ | -------------------- | ------------------------------------ | -------------------------------------------------------------------------------------- | -------------------------------------------- |
| 料金所内側 | 上り線 | 中国ハイウェイバス   | 西日本JRバス・神姫バス               | 大阪（新大阪駅・大阪駅JR高速バスターミナル・USJ）                                      | 急行便のみ                                   |
| 料金所内側 | 下り線 | 中国ハイウェイバス   | 西日本JRバス・神姫バス               | 加東（社（車庫前））                                                                   | 急行便                                       |
| 料金所内側 | 下り線 | 中国ハイウェイバス   | 西日本JRバス・神姫バス               | 西脇（西脇市役所）                                                                     | 急行便                                       |
| 料金所内側 | 下り線 | 中国ハイウェイバス   | 西日本JRバス・神姫バス               | 加西（北条（アスティアかさい））                                                       | 急行便                                       |
| 料金所内側 | 下り線 | 中国ハイウェイバス   | 西日本JRバス・神姫バス               | 津山（津山駅）                                                                         | 急行便のみ                                   |
| 料金所内側 | 下り線 | 大阪 - 舞鶴線        | 日本交通 (大阪府)・京都交通          | 舞鶴（西舞鶴駅・東舞鶴駅・舞鶴営業所）                                                 | 梅田発着便のみ                               |
| 料金所内側 | 下り線 | 大阪 - 宮津線        | 阪急バス・丹後海陸交通               | 宮津（宮津駅・天橋立駅）・京丹後（峰山駅・丹海峰山車庫）                               |                                              |
| 料金所内側 | 下り線 | 大阪 - 城崎温泉線    | 阪急観光バス・全但バス               | 豊岡（豊田町・城崎温泉駅）                                                             |                                              |
| 料金所内側 | 下り線 | 大阪 - 湯村温泉線    | 全但バス                             | 新温泉（湯村温泉・浜坂駅）                                                             |                                              |
| 料金所内側 | 下り線 | 山陰特急バス         | 日本交通 (大阪府)・日本交通 (鳥取県) | 鳥取（鳥取駅）                                                                         | なんば発着便のみ                             |
| 料金所内側 | 下り線 | 山陰特急バス         | 日本交通 (大阪府)・日本交通 (鳥取県) | 倉吉（倉吉駅・倉吉バスセンター・中央自動車学校）                                       |                                              |
| 料金所内側 | 下り線 | 山陰特急バス         | 日本交通 (大阪府)・日本交通 (鳥取県) | 米子（米子駅・米子営業所）                                                             | なんば発着便のみ                             |
| 料金所内側 | 下り線 | くにびき号           | 阪急バス・阪急観光バス・一畑バス     | 松江（松江駅）・出雲（出雲市駅）                                                       |                                              |
| 料金所内側 | 下り線 | 大阪 - 新見・三次線  | 阪急バス・阪急観光バス・備北バス     | 津山（津山北BS）・新見（中国新見）・庄原（東城・庄原IC）・三次（三次駅・たび館三次前） | 庄原・三次発着便は阪急バス・阪急観光バス運行 |
| 料金所内側 | 下り線 | みよしワインライナー | 中国バス                             | 庄原（東城・庄原IC）・三次（三次駅・三次車庫）                                         |                                              |
| 料金所内側 | 下り線 | よさこい号           | （阪急バス）・とさでん交通           | 高知（高知駅バスターミナル・はりまや橋・桟橋高知営業所）                               | 夜行便のみ                                   |

### バス停へのアクセス
- 阪急バス40系統・41系統・70系統・71系統 西宮北インターバス停
- さくらやまなみバス（西宮市南北バス）金0系統・金2系統・金12系統・有1系統・有2系統 西宮北インターバス停
- 神戸電鉄田尾寺駅から東へ900ｍ。

## 周辺
- 有馬温泉（三古湯の一つ）
- 神戸電鉄三田線 田尾寺駅
- 阪急バス山口営業所
- 有馬街道
- 阪神流通センター
- 公智神社
- 西宮北ゴルフコース

## 隣
E2A 中国自動車道
(3) 宝塚IC - 西宮名塩SA - （(4) 西宮山口JCT） - (5) 西宮北IC/BS - (5-1) 神戸JCT - (5-2) 神戸三田IC